# Michele Brown
Michele Mary Brown, född 3 juli 1939, är en före detta australisk  friidrottare.
Brown blev olympisk silvermedaljör i höjdhopp vid sommarspelen 1964 i Tokyo.